# 青環蛇
青環蛇（學名：Bungarus caeruleus），又名印度環蛇、普通環蛇，是一種主要分佈在印度及鄰近地區的環蛇。這種蛇的毒性非常強，牠是印度「四大毒蛇」 的成員之一且是其中LD50毒性強度之首，在十多種環蛇品種當中，牠也是最常造成嚴重蛇傷的一種。

## 特徵

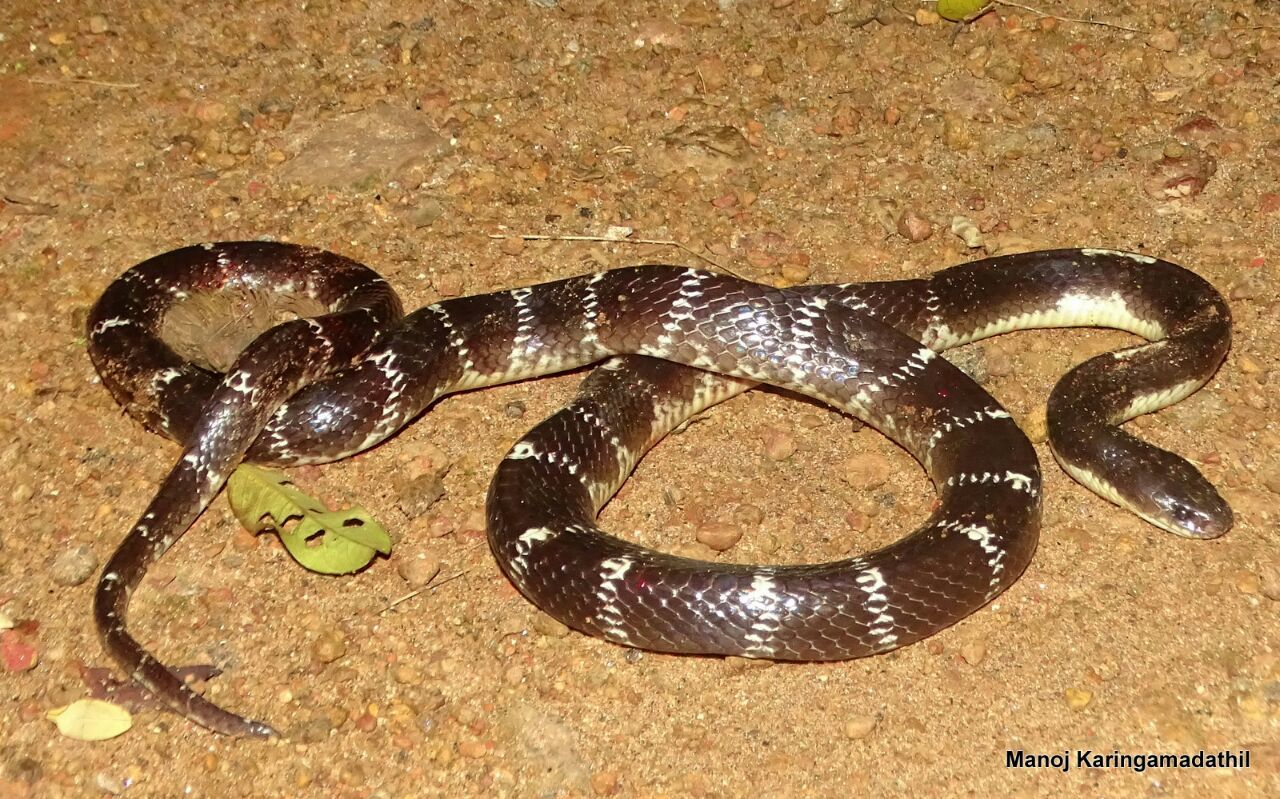

印度環蛇身體的花樣上有細白色環帶與黑色相間，白環紋通常以兩個為一組,並成交叉狀排列。這種蛇的平均體長為1米左右，最長可達到1.75米。雄性的體型要比雌性的大，尾巴也較長。

## 地理分佈
印度環蛇主要分佈於印度半島以及巴基斯坦和斯里蘭卡等地。

## 棲息地
這種蛇的活動範圍很廣泛，在農田、低谷地區以及森林裡，都可以找到牠們。而牠們對鼠類的喜愛亦使得牠們常出沒於老鼠洞、下水管道以及人類居所附近。另外牠們也常見於水源充足的地方。

## 習性
正如其他的環蛇，印度環蛇是夜行性的動物，牠們主要在晚上活動。一般而言，牠們很少會在白天攻擊人類，因為它們在白天的反應遠不及在晚上的快。當受到威脅時，印度環蛇會把身體捲成一團並儘量掩護其頭部。在一定的情況下，這種蛇會發出低嘶聲並準備攻擊或逃跑。印度環蛇屬於最危險的環蛇之一，雖然牠很少主動襲擊人類，但被牠咬傷的人死亡率能高達70%。

## 食性
印度環蛇主要以其他蛇類、蜥蜴、鼠類、蛙類等為食。

## 毒性
印度環蛇的毒性非常強，平均2-3毫克的毒液就足以致命。其毒液里含有劇烈的神經毒素，不少專家相信，印度環蛇的毒性比一般眼鏡蛇的毒性要強得多。這種毒素會影響生物的神經系統，如大腦等，但由於環蛇多在晚上出動，而且性格也不太兇猛，因此被這種蛇咬傷的個案很少發生。但值得注意的是，被印度環蛇咬傷後，起初只會有輕微的疼痛感，有的更是完全沒有感覺。這種現象很多時都會給受害者一個錯覺，以為自己沒有大礙，可是大部分被印度環蛇咬傷的人可能會在几分钟后心臟麻痺毒發死亡。
1. ↑  Mohapatra, P.; Giri, V.; Suraj, M.; Das, A.; Srinivasulu, C.; Kandambi, D.; Ukuwela, K. . The IUCN Red List of Threatened Species. 2021: e.T172702A1369896  [15 August 2023]. doi:10.2305/IUCN.UK.2021-3.RLTS.T172702A1369896.en .